# Балка Чистопільска
Балка Чистопільска — ботанічний заказник місцевого значення. Об'єкт розташований на території Токмацького району Запорізької області, біля села Чистопілля.
Площа — 20 га, статус отриманий у 1987 році.